# Grünbacher Steinkohlenrevier

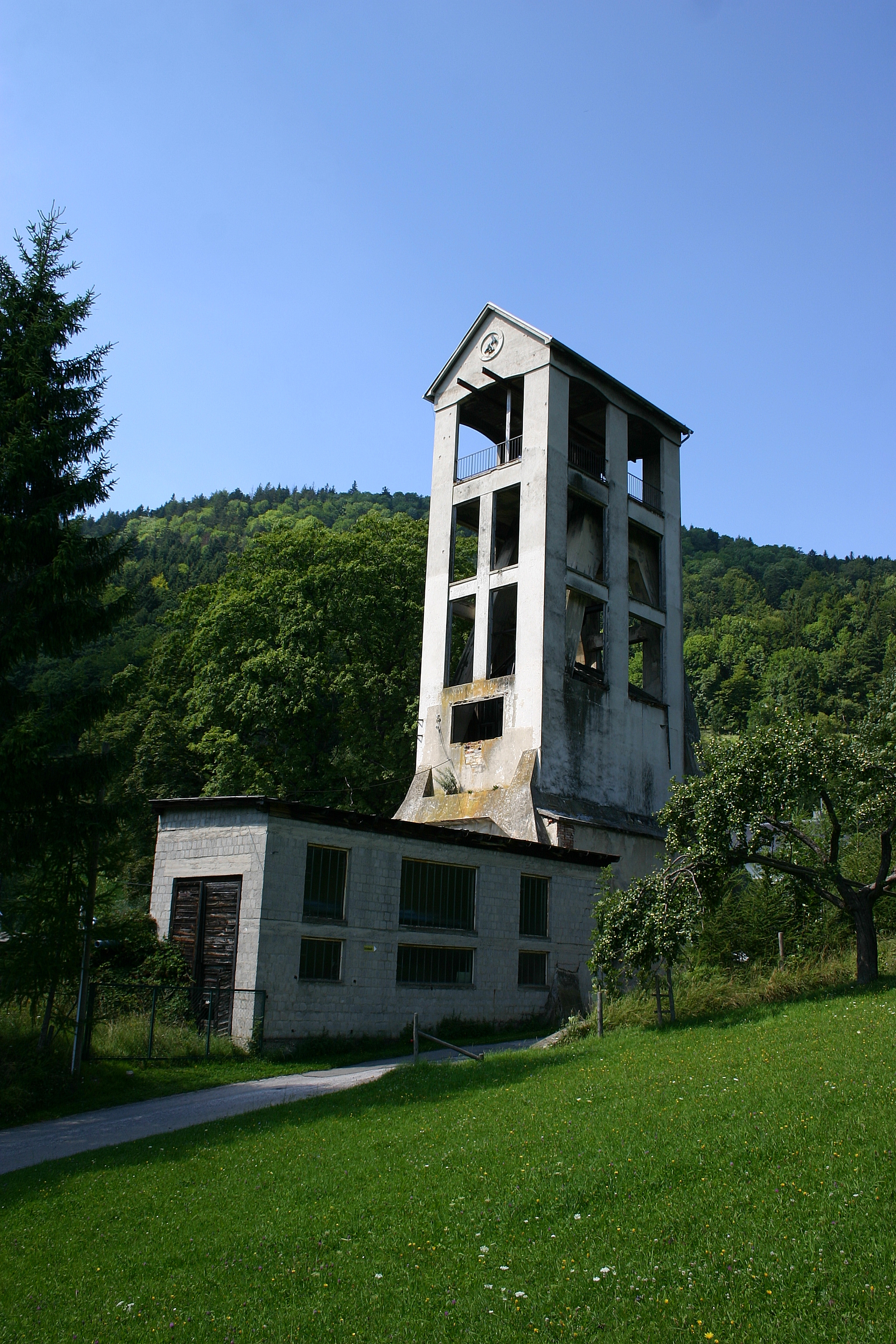
Ehemaliger Segen-Gottes-Schacht

Das Grünbacher Steinkohlerevier war ein Kohlerevier in Grünbach am Schneeberg, Niederösterreich. Nach dem Zusammenbruch der Donaumonarchie war das Revier das größte bei Österreich verbliebene Abbaugebiet für Steinkohle.

## Geschichte

### Von den Anfängen bis zum Zweiten Weltkrieg
Der Ziegelindustrielle Alois Miesbach erwarb 1819 das Schürfrecht zum Abbau von Steinkohle in Grünbach. Die gewerbemäßige Gewinnung im Tagbau wurde zwischen 1823 und 1825 aufgenommen. Ab etwa 1845/1850 wurden mit dem Richardschacht und später dem Segen-Gottes-Schacht die ersten Schächte niedergebracht.
Im Jahr 1866 wurden neben drei Beamten und vier Aufsehern von 348 Männern, zwölf Frauen und acht Kindern rund 39.200.000 Kilogramm Kohle gefördert. Zu dieser Zeit verfügte das seit 1858 in Besitz von Heinrich Drasche stehende Bergwerk über 2 Hauptschächte und 25 abquerende Stollen mit einer Gesamtlänge von 19.586 Metern. Für das Transportwesen im Bergwerk bestanden 7238 Meter Gleise. Vier Dampfmaschinen dienten mechanischem Antrieb.
Die gewonnene Steinkohle wurde zunächst unsortiert per Fuhrwerk nach Wiener Neustadt und von dort auf dem Wiener Neustädter Kanal nach Wien gebracht. Die Inbetriebnahme der Schneebergbahn im Jahr 1897 hatte schließlich eine Steigerung der Förderleistung zur Folge.
Seit 1900 befand sich das Bergwerk in Besitz einer deutsch dominierten Gewerkschaft Union, zu deren Teilhabern auch der regierende Fürst zu Thurn und Taxis zählte. 1909 erfolgte die Umwandlung des Unternehmens in eine Gesellschaft mit beschränkter Haftung. Am Vorabend des Ersten Weltkrieges waren rund 450 Bergleute beschäftigt.
1917 wurde das Bergwerk zu je 50 % von der Hirtenberger Patronenfabrik und den Schoeller-Bleckmann-Stahlwerken erworben und modernisiert. Die Fördermenge betrug zu dieser Zeit rund 80.000 Tonnen jährlich. 1919 wurde mit dem Abteufen des bald als „Neuschacht“ bekannten Schacht Klaus begonnen. Anfang der 1920er Jahre erhielt der Segen-Gottes-Schacht einen neuen Förderturm aus Stahlbeton. Zu dieser Zeit waren rund 1.450 Mitarbeiter im Bergbau beschäftigt. 1921 wurde das Unternehmen unter der Führung der Creditanstalt in eine Aktiengesellschaft umgewandelt. 1924 wurde der so genannte Neuschacht der neue Hauptschacht des Bergwerks, gleichzeitig erfolgte die Umstellung der Fördermaschinen auf elektrischen Antrieb. In der Zwischenkriegszeit wurde Fritz Mandl als Besitzer der Hirtenberger Patronenfabrik einer der Eigentümer des Bergwerks.
Am 30. November 1932 kam es unter den 1026 Bergarbeitern zu einem fünf Wochen andauernden Streik. Gefordert wurden eine Lohnerhöhung, die Verbesserung der Sicherheitsmaßnahmen und eine Verbesserung des Kollektivvertrages. Eine Delegation von streikenden Bergleuten gelangte trotz Einsatz der Polizei ins Wiener Rathaus. Unterstützung für ihr Anliegen durch Bürgermeister Karl Seitz erhielten sie jedoch nicht. Streikführer war der Vertreter der Revolutionären Gewerkschaftsopposition (RGO) und spätere Innenminister Franz Honner (1893–1964), der hier ebenfalls als Bergmann gearbeitet hatte und bereits an einer Arbeitsniederlegung am 14. Jänner 1925 beteiligt gewesen war. Am 6. Jänner 1933 wurde in einer Vollversammlung der Streikenden (bei Fernhaltung von Honner, der die Sitzung bzw. deren Ausgang verhindert haben würde) der Ausstand, ohne seine Ziele erreicht zu haben, beendet. Infolge des Streiks wurden 60 Arbeiter und vier Betriebsräte, darunter auch Honner, entlassen. Die Forderung nach einer Lohnerhöhung konnte nicht durchgesetzt werden.
Im Jahre 1936 wurde mit 223.240 Tonnen die höchste Fördermenge in der Geschichte des Bergwerks erreicht.
1937/38 wurden im Bergwerk Grünbach Versuche über die Ausbreitungsverhältnisse von Funkwellen in tieferen Bergwerksschächten durchgeführt. Es zeigte sich dabei, dass die technische Ausstattung (Förderseile und andere elektrische Leiter) zwar die Wirkung von Antennen hatte, dies aber nur gering war und dass der Empfang an der Stelle besser wurde, an der die Schächte eine Verwerfung im Gebirge schnitten.
1938 wurde der Betrieb arisiert und von der Klagenfurter Zündholz- und Jagdmunitionsfabrik Sirius AG erworben. Im Dezember desselben Jahres wurde erneut von kurzen Streiks berichtet.

### Ab 1945
Im April 1945 lag das Grünbacher Steinkohlerevier im Kampfgebiet. Da während der Kampfhandlungen die Stromversorgung zwischen Ternitz und Grünbach am Schneeberg unterbrochen wurde, konnte ab dem 1. April die Grube nicht mehr ausgepumpt werden, so dass deren tiefere Teile absoffen und die Grube vorübergehend stillgelegt werden musste. Nach dem Einmarsch sowjetischer Truppen am 22. April wurde die Stromversorgung jedoch wiederhergestellt und die Pumpen konnten wieder in Betrieb genommen werden.
Zwar konnte ab dem 1. Mai 1945 wieder Kohle gefördert werden, die vollständige Instandsetzung der Anlagen dauerte jedoch ungefähr ein Jahr. Ab 1. August 1946 wurde der Kohlebergbau in Grünbach verstaatlicht, als ehemaliges deutsches Eigentum jedoch von der USIA verwaltet. Diese erhöhte die Anzahl der Bergarbeiter auf etwa 1250 Mann und baute die Grube technisch aus, war aber auch mit dem Vorwurf konfrontiert, Raubbau zu betreiben. Durch die Wiederaufnahme der Kohlenförderung in Grünbach besserte sich auch die Kohlenlage in Wien etwas, auch wenn die Qualität nicht den technischen Anforderungen der städtischen Gaswerke entsprach.
Nach dem Österreichischen Staatsvertrag 1955 erfolgte die Rückstellung an den Staat, das Bergwerk kam nun an die Österreichisch-Alpine Montangesellschaft. Um 1955 lag die jährliche Förderung bei 140.000 bis 170.000 Tonnen Steinkohle. Ende der 1950er Jahre waren noch knapp 1.200 Personen im Bergbau beschäftigt.
Steigende Kosten ließen den Steinkohlenbergbau in Grünbach unrentabel werden, so dass 1965 dieser als vorletzter Steinkohlebergbau in Österreich (der letzte folgte 1967 im benachbarten Höflein) eingestellt wurde. Anlässlich dieser Schließung kam es zu einem letzten Arbeitskampf der Kumpel. Um die Einhaltung der Zusage, nach der Stilllegung des Bergwerks eine Überbrückungshilfe zu erhalten, durchzusetzen, fuhren die Bergarbeiter am 16. September 1965 in das Bergwerk ein, um dort so lange zu streiken, bis die Auszahlung dieser Gelder sichergestellt war. Dieser Streik dauerte allerdings nur neun Stunden.
Die Gesellschaft Kohlenbergbau Grünbach Ges.m.b.H. wurde 1971 liquidiert. Die Maschinenhalle beim Neuschacht wurde in der Folge bis 1999 von Klimatechnik-Firmen genutzt. Seit 2018 ist dort der Verein Lebensbogen ansässig.
Insgesamt wurden von 1823/25 bis 1965 im Grünbacher Steinkohlenrevier mehr als 11 Millionen Tonnen Kohle abgebaut.

## Beschreibung aus dem Jahr 1866
Das Steinkohlebergwerk in Grünbach wird als der Gosau-Formation zugehörig beschrieben. Vertikal werden 207 verschiedene Schichten mit 45 Steinkohlenflözen durchfahren. Der Stärke wegen sind allerdings nur 16 davon abbauwürdig, wovon die Stärksten ungefähr einen Meter dick sind. Erschwert und damit kostspielig wird der Abbau dieser Flöze durch die häufigen Verwerfungen der Schichten, wodurch immer wieder aufwändige Grabungen zu deren Wiederauffindung notwendig werden.
Zusätzlich erschwert wird der Abbau durch die steile bis senkrechte Lage der Flöze.

## Traditionspflege

### Musikverein Bergknappenkapelle Grünbach am Schneeberg
Der Musikverein Bergknappenkapelle Grünbach am Schneeberg wurde 1920 gegründet.

### SV Glück-Auf-Grünbach
Der Fußballverein SV Glück-Auf-Grünbach mit den Vereinsfarben grün-schwarz wurde 1924 gegründet. Im Spieljahr 1948/1949 wurde der Verein dem Bergwerksbetrieb als Werksmannschaft angeschlossen. Von der Schließung des Bergbaubetriebs wurde auch der SV durch die Abwanderung von Spielern und Funktionären sowie durch den Verlust der finanziellen Absicherung getroffen.
Der Verein, der nunmehr nur SV Grünbach heißt, führt nach wie vor die gekreuzten Hämmer im Vereinswappen.